# Tranzschelia asiatica
Tranzschelia asiatica är en svampart som beskrevs av Y. Ono 1994. Tranzschelia asiatica ingår i släktet Tranzschelia och familjen Uropyxidaceae.   Inga underarter finns listade i Catalogue of Life.